# 磯村修
磯村 修（いそむら おさむ、1931年1月3日 - 2018年11月10日）は、日本の政治家。参議院議員（1期）。

## 来歴
- 中央大学卒業
- 1989年　第15回参議院議員通常選挙山梨県選挙区初当選（連合の会）
- 1991年　参議院賀詞案起草に関する特別委員
- 1994年　民主改革連合代表就任
- 1995年　第17回参議院議員通常選挙落選（民主改革連合）
- 元民主党山梨県連代表
- 2001年4月の春の叙勲で勲三等に叙され、旭日中綬章を受章する[2]。
- 2018年11月10日、死去した。87歳没。